# GEMIN6
GEMIN6 (англ. Gem nuclear organelle associated protein 6) – білок, який кодується однойменним геном, розташованим у людей на короткому плечі 2-ї хромосоми.  Довжина поліпептидного ланцюга білка становить 167 амінокислот, а молекулярна маса — 18 824.
| 10         |  | 20         |  | 30         |  | 40         |  | 50         |
| ---------- |  | ---------- |  | ---------- |  | ---------- |  | ---------- |
| MSEWMKKGPL |  | EWQDYIYKEV |  | RVTASEKNEY |  | KGWVLTTDPV |  | SANIVLVNFL |
| EDGSMSVTGI |  | MGHAVQTVET |  | MNEGDHRVRE |  | KLMHLFTSGD |  | CKAYSPEDLE |
| ERKNSLKKWL |  | EKNHIPITEQ |  | GDAPRTLCVA |  | GVLTIDPPYG |  | PENCSSSNEI |
| ILSRVQDLIE |  | GHLTASQ    |  |            |  |            |  |            |

A: Аланін

C: Цистеїн

D: Аспарагінова кислота

E: Глутамінова кислота

F: Фенілаланін

G: Гліцин

H: Гістидин

I: Ізолейцин

K: Лізин

L: Лейцин

M: Метіонін

N: Аспарагін

P: Пролін

Q: Глутамін

R: Аргінін

S: Серин

T: Треонін

V: Валін

W: Триптофан

Кодований геном білок за функцією належить до фосфопротеїнів. 
Задіяний у таких біологічних процесах як процесінг мРНК, сплайсінг мРНК, поліморфізм. 
Локалізований у цитоплазмі, ядрі.